# トルゴジ駅
トルゴジ駅（トルゴジえき）は大韓民国ソウル特別市城北区石串洞にある、ソウル交通公社6号線の駅である。駅番号は643。トルゴジとは駅所在地「石串洞」（ソックァンドン）の固有語表現である。

## 歴史
- 2000年8月7日 - ソウル特別市都市鉄道公社（当時）6号線の駅として開業。
- 2017年5月31日 - ソウル特別市都市鉄道公社とソウルメトロが統合され、ソウル交通公社の駅となる。

## 駅構造

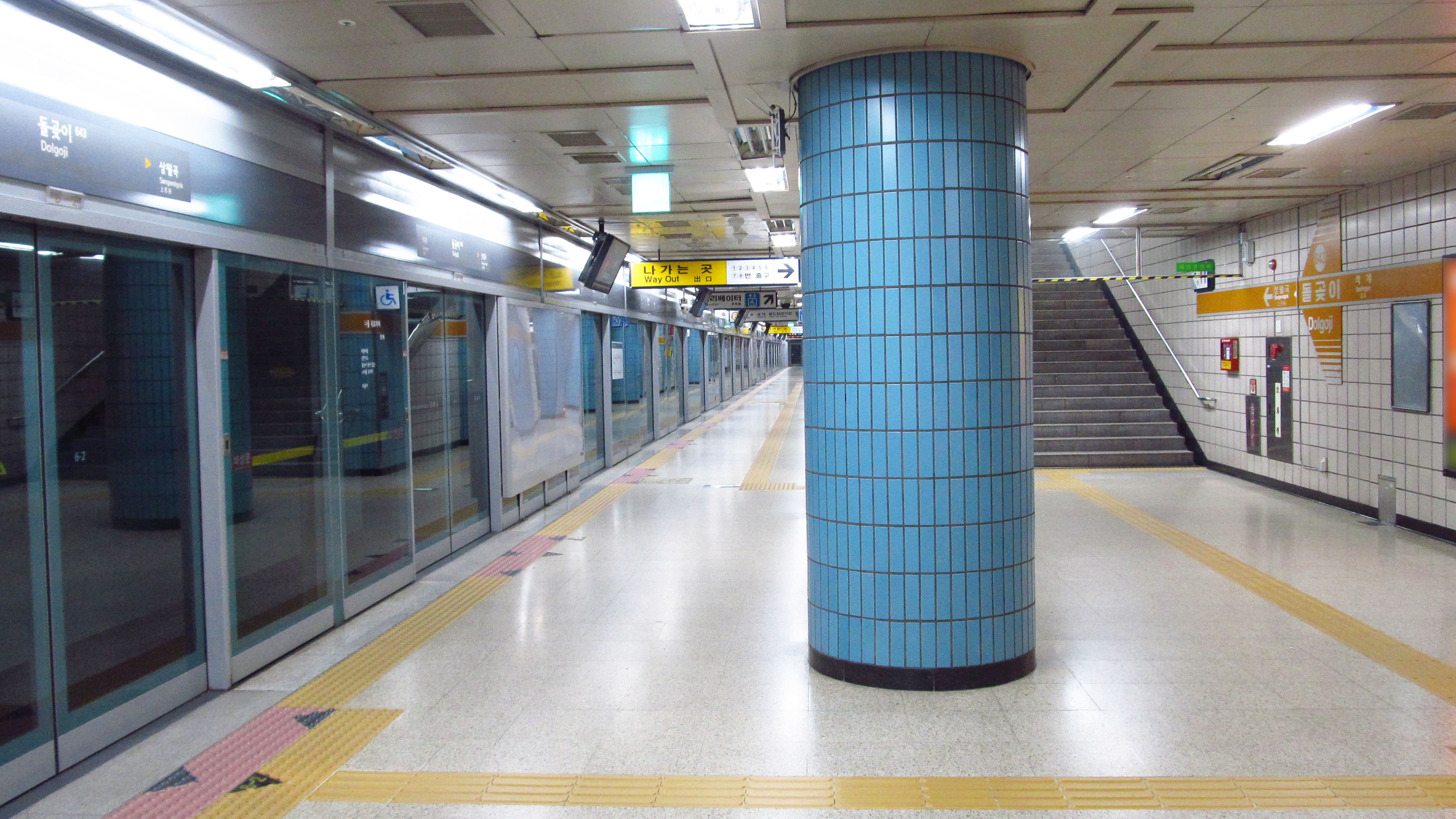
プラットホーム

相対式ホーム2面2線の地下駅。

### のりば
案内上ののりば番号は設定されていない。
| 上り | 6号線 | 東廟前・三角地・ワールドカップ競技場駅・鷹岩方面 |
| 下り | 6号線 | 石渓・泰陵入口・烽火山・新内方面                 |

## 利用状況
近年の一日平均利用人員推移は下記のとおり。なお、2000年は開業日の8月7日から12月31日までの147日間の平均である。
| 路線  | 路線     | 2000年 | 2001年 | 2002年 | 2003年 | 2004年 | 2005年 | 2006年 | 2007年 | 2008年 | 2009年 | 出典  |
| ----- | -------- | ------ | ------ | ------ | ------ | ------ | ------ | ------ | ------ | ------ | ------ | ----- |
| 6号線 | 乗車人員 | 3,404  | 6,656  | 7,804  | 8,076  | 8,456  | 8,782  | 9,184  | 9,113  | 9,160  | 9,305  | [ 1 ] |
| 6号線 | 降車人員 | 3,061  | 5,777  | 6,783  | 7,047  | 7,383  | 7,731  | 8,152  | 8,016  | 7,993  | 8,114  | [ 1 ] |
| 6号線 | 乗降人員 | 6,465  | 12,432 | 14,588 | 15,123 | 15,838 | 16,513 | 17,337 | 17,129 | 17,153 | 17,420 | [ 1 ] |
| 路線  | 路線     | 2010年 | 2011年 | 2012年 | 2013年 | 2014年 | 2015年 |        |        |        |        | [ 1 ] |
| 6号線 | 乗車人員 | 9,743  | 9,768  | 9,755  | 9,796  | 9,741  | 9,844  |        |        |        |        | [ 1 ] |
| 6号線 | 降車人員 | 8,528  | 8,632  | 8,689  | 8,783  | 8,846  | 8,944  |        |        |        |        | [ 1 ] |
| 6号線 | 乗降人員 | 18,272 | 18,400 | 18,445 | 18,579 | 18,587 | 18,788 |        |        |        |        | [ 1 ] |

## 駅周辺
- 長位2洞住民センター
- ソウル長位初等学校（朝鮮語版）
- ソウル石串初等学校
- 石串洞住民センター（朝鮮語版）
- 長位洞郵便局
- 韓国芸術総合学校

## 隣の駅
ソウル交通公社
 6号線
上月谷駅 (642) - トルゴジ駅 (643) - 石渓駅 (644)